# 岱楷温
岱楷温，现任缅甸卫生部部长。他于2021年2月1日由军事委员会任命为卫生和体育部部长，并于2021年8月1日就任卫生部部长。此前曾担任卫生和体育部常务秘书。

## 生平
1986年毕业于仰光第一医科大学。1988年8月4日，在曼德勒综合医院担任助理外科医生。1989年9月28日至1991年1月31日在仰光综合医院工作。1993年获仰光第一医科大学医学硕士学位。随后在仰光综合医院担任助理外科医生。1995年至1997年就读于伦敦皇家内科医师学会，并获得会员资格。2000年12月5日至2003年3月31日在仰光第一医科大学任讲师。2003年3月31日至2005年3月1日任仰光第一医科大学校长。2013年11月22日至2015年4月20日任卫生和体育部常务秘书直至2021年1月31日。

## 制裁
2022年1月31日，被美国财政部列入制裁名单。2023年7月20日，被欧盟将列入制裁名单。